# Малєванов Олександр Васильович
Олександр Васильович Малєванов (варіанти написання прізвища за різними джерелами Мальованов, Малеванов; нар. 13 лютого 1974, Жданов) — український футболіст, який грав на позиції захисника. Відомий за виступами за низку клубів вищої ліги чемпіонату України, грав також за тираспольський «Шериф» у вищому дивізіоні Молдови.

## Клубна кар'єра
Олександр Малєванов розпочав заняття футболом у ДЮСШ «Новатор», пізніше продовжив вдосконалення своєї футбольної майстерності в УОР міста Донецька. У 1991 році молодий футболіст запрошений до донецького «Шахтаря», проте у головну команду міста пробився не відразу, а розпочав виступи спочатку за другу команду «гірників» у першій та другій українській лізі. Дебютував у головній команді «Шахтаря» Малєванов лише у серпні 1993 року, проте більшу частину часу проводив у запасі, вихоивши на поле лише в кінці матчу. паралельно граючи за другий склад «Шахтаря» або аматорський донецький клуб «Гарант». Така ситуація тривала до весни 1995 року, коли Олександр Малєванов разом із іншими футболістами з Донецька, зокрема Вадимом Солодким та Юрієм Синьковим, був запрошений до іншої команди вищої ліги — луцької «Волині». Хоча захисник із Донецької області відразу ж став основним гравцем у луцькому клубі, зігравши у другій половині сезону 1994—1995 16 матчів, а в наступному 25 матчів, проте «Волинь» сезон 1995—1996 провела невдало, і вибула до першої ліги. У зв'язку із цим Малєванов із групою інших футболістів ще у міжсезоння перейшли до складу донецького «Металурга», та взяв участь у стиковому матчі з командою«Кристал» з Херсона за місце в першій лізі, яке звільнилось після відмови від участі у змаганнях кременчуцького «Нафтохіміка». Донецький клуб переграв херсонців із рахунком 3-1, і також вийшов у першу лігу. У цьому матчі Олександр Малєванов грав у основі усі 90 хвилин матчу. У першій лізі донецький клуб у напруженій боротьбі із луцькою «Волинню» та «Динамо-2» несподівано виграв першість та здобув путівку до вищої ліги. Малєванов у цьому сезоні був одним із основних захисників клубу, зігравши в чемпіонаті 38 матчів. Проте з виходом до вищої ліги футболіст втратив місце в основному складі «Метадонів», низку матчів провів за другий склад «Металурга» в другій лізі, і наступний сезон розпочав у тираспольському «Шерифі» у вищому дивізіоні Молдови. Після нетривалого перебування в молдовському клубі Олександр Малєванов повернувся до України, де грав за низку аматорських клубів: «Фортуна» (Шахтарськ), «Моноліт» (Костянтинівка), «Шахтар» (Луганськ). На початку 2002 року футболіст грав у другій лізі за чернігівську «Десну». У другій половині 2002 року Малєванов став гравцем дніпродзержинської «Сталі», яка стала останнім професійним клубом футболіста. Після завершення професійної футбольної кар'єри Малєванов перебирається до рідного Маріуполя, де грає за місцеві аматорські команди.>

## Досягнення
- Переможець Першої ліги України: 1996–1997